# Estelí (departament)
Estelí – jeden z 15 departamentów Nikaragui, położony w północnej części kraju. Ośrodkiem administracyjnym jest miasto Estelí (71,6 tys. mieszk.), w którym mieszka ponad 40% ludności departamentu.
Departament Estelí to ważny ośrodek uprawy kawy.

## Gminy (municipios)
1. Condega
2. Estelí
3. La Trinidad
4. Pueblo Nuevo
5. San Juan de Limay
6. San Nicolás